# Prétérit
En grammaire, le prétérit, du latin praeteritum « passé », est un terme employé traditionnellement dans le cas des langues qui disposent de plusieurs formes verbales synthétiques de passé. Le terme est interprété différemment en fonction de la grammaire de la langue où il est employé, et ayant en commun qu'il se réfère seulement à la caractéristique de ces formes d'exprimer des procès passés, sans prendre en considération l'aspect qu'elles expriment en même temps. Dans le cas des langues indo-européennes anciennes, c'est une dénomination commune des formes aoriste, parfait et imparfait, héritées du proto-indo-européen. Le grec ancien, par exemple, a hérité de toutes les trois. On utilise parfois ce terme dans le cas de certaines langues indo-européennes modernes aussi, se référant à une forme ou des formes verbales descendantes de l'aoriste, du parfait ou de l'imparfait, qu'elles possèdent,,,.
En grammaire française, on appelait parfois prétérit la forme héritée du parfait latin, qu'on n'appelle plus que « passé simple » au XXIe siècle, en opposition avec « passé composé ». On rencontre le terme prétérit, par exemple dans Foulet 1920, qui traite du remplacement du passé simple par le passé composé dans la langue parlée.
Concernant l'anglais, le terme prétérit est parfois utilisé pour la forme appelée past simple ou simple past (litt. « passé simple »), parce qu'elle implique tantôt l'aspect perfectif, correspondant ainsi au passé simple des langues romanes, tantôt l'aspect imperfectif, comme l'imparfait de ces langues. Le prétérit s'oppose à des formes appelées (en) non-preterite, analytiques, ex. I spoke (past simple) « je parlai » vs I was speaking (past continuous, littéralement « passé continu ») « je parlais », I have been speaking (present perfect continuous litt. « parfait présent continu ») « j'ai parlé », etc..
En grammaire allemande, on appelle couramment Präteritum la forme qui correspond au past simple anglais, ex. ich machte, qui peut signifier « je faisais » (imperfectif) ou « je fis » (perfectif), en opposition aux formes analytiques Perfekt et Plusquamperfekt.
Dans des grammaires des langues slaves qui ont conservé l'aoriste et l'imparfait, comme le bulgare, le macédonien ou BCMS, on utilise parfois pour ces formes le terme commun « prétérit ».
En grammaire espagnole, à tous les modes, les appellations de la plupart des nombreuses formes verbales de passé commencent par le terme pretérito : pretérito imperfecto, pretérito perfecto simple, pretérito perfecto compuesto, pretérito pluscuamperfecto, etc..